# Reinhart Lunderstädt
Reinhart Lunderstädt (* 20. Januar 1939 in Jena) ist ein deutscher Ingenieurwissenschaftler. Er war von 1974 bis 2004 Professor für Regelungstechnik an der Universität der Bundeswehr Hamburg.

## Leben
Lunderstädt wurde als Sohn eines Studienassessors geboren; er wuchs im Land Thüringen auf. 1950 flüchtete die Familie aus der DDR in die Bundesrepublik. Nach dem Abitur 1959 am Röntgen-Gymnasium Remscheid und einem Industriepraktikum studierte er Luft- und Raumfahrttechnik an der Technischen Hochschule Stuttgart (Diplom-Ingenieur, 1965). Danach war er Entwicklungsingenieur in den Dornier-Werken. 1967 wurde er wissenschaftlicher Assistent bei Franz Mesch am Institut für Mess- und Regelungstechnik der Technischen Hochschule Karlsruhe. 1970 erfolgte die Promotion (Dr.-Ing.).
1974 wurde er im Fachbereich Maschinenbau an der Hochschule der Bundeswehr in Hamburg Professor für Regelungstechnik. 2004 wurde er emeritiert. Neben seiner Lehrverpflichtung war er Wehrübender bei der Bundeswehr und erreichte den Dienstgrad eines Oberleutnants zur See der Reserve. Er nahm auch an Austauschen in die USA teil.
In den 1970er-Jahren war er Gründungssenator der Technischen Universität Hamburg-Harburg. Nach der Wiedervereinigung beteiligte er sich an der Umstrukturierung der ostdeutschen Hochschulen.

## Auszeichnungen
- 1989: Bundesverdienstkreuz am Bande
- 1995: Ehrendoktor der Universität Rostock

## Schriften (Auswahl)
- Mit Eberhard Hofer: Numerische Methoden der Optimierung. Oldenbourg, München u. a. 1975, ISBN 3-486-34621-0.
- Aus dem Leben eines Hochschullehrers. Ein persönlicher Bericht. Hartmann, Miles-Verlag, Berlin 2012, ISBN 978-3-937885-52-0.